# Ghoulies IV
Ghoulies IV è un film horror del 1994 diretto da Jim Wynorski.
È il quarto film della serie cinematografica Ghoulies.

## La saga
La saga dei Ghoulies è composta da 4 film, diretti da  registi differenti.